# Краповый берет
Кра́повый бере́т — форменный головной убор, служащий высшей формой отличия военнослужащих подразделений специального назначения внутренних войск МВД СССР, а после распада СССР — ряда постсоветских государств:
- спецподразделений войск национальной гвардии России (ранее внутренних войск МВД России);
- спецподразделений внутренних войск МВД Республики Беларусь;
- спецподразделений национальной гвардии Республики Казахстан (ранее внутренних войск МВД Республики Казахстан);
- спецподразделений внутренних войск МВД Украины (а также отрядов милиции «Беркут»), до их расформирования в 2014 году и с 2014 по наше время полк полиции особого предназначения (ППОП).

Краповый берет присваивается в порядке прохождения сложных квалификационных испытаний и является предметом исключительной гордости.
К квалификационным испытаниям на право ношения крапового берета допускаются военнослужащие по контракту и военнослужащие по призыву (прослужившие в подразделениях специального назначения не менее года) и показавшие твёрдые знания и навыки по всем предметам боевой подготовки данного курса (с общей оценкой не ниже, чем «хорошо»), положительно характеризующиеся по службе. В данном курсе профилирующими предметами являются специальная огневая, специальная физическая и тактическая подготовка войск национальной гвардии России (других государств).
В России, кроме военнослужащих войск национальной гвардии (внутренних войск), до квалификационных испытаний допускаются сотрудники специальных подразделений Росгвардии (ранее полиции) и ФСИН России.
В России де-юре является стандартной формой одежды военнослужащих Росгвардии (ранее — внутренних войск МВД России).

## В СССР и России

### История
1978
- Впервые как форменный головной убор спецназа ВВ МВД СССР, краповый берет был принят в 1978 году в 9-й учебной роте специального назначения (УРСН) 3-го батальона 2-го полка ОМСДОН (Дивизии Дзержинского). Краповый цвет берета соответствовал цвету погон военнослужащих внутренних войск. Начальник боевой подготовки внутренних войск генерал-лейтенант Александр Сидоров поддержал и одобрил эту идею, и по его указанию на одной из фабрик были заказаны первые 25 беретов из ткани крапового цвета.

1979—1987
- Береты надевались во время проведения показательных занятий небольшой группой военнослужащих, а также офицерами и сержантами в дни государственных праздников.

1988
- В этом году отцом одного из военнослужащих УРСН был сделан подарок — 113 беретов (штатная численность роты), сшитых из сукна крапового цвета. В течение полугода краповые береты с молчаливого согласия старших начальников надевали, находя для этого любой повод.
- Основателями новой традиции стали командир роты Сергей Лысюк и его заместитель по специальной подготовке Виктор Путилов. К мысли учредить в своём подразделении экзамен на право ношения крапового берета его подтолкнула книга «Команда „Альфа“» Миклоша Сабо, бывшего солдата войск специального назначения США, в которой описывался процесс отбора, комплектования и обучения «Зелёных беретов»[4].

В американском спецназе ничего и никогда не давалось просто так, все нужно было заслужить. Право ношения зелёного берета зарабатывалось через изнурительные испытания, через кровь и пот.— Миклош Сабо, «Команда „Альфа“»
Стремясь к непрерывному совершенствованию процесса обучения спецназовцев, их профессиональному росту, Сергей Лысюк и Виктор Путилов составили программу экзамена, сдача которого автоматически выдвигала сдавшего его в элиту спецназа.
В начальный период квалификационные испытания приходилось проводить нелегально, под видом комплексных контрольных занятий. Ношение крапового берета избранными не находило понимания у командования, считающего, что этот знак отличия должны носить все военнослужащие подразделений специального назначения, невзирая на уровень их подготовки.
1993
- 31 мая — командующий внутренними войсками Анатолий Куликов утвердил Положение «О квалификационных испытаниях военнослужащих на право ношения крапового берета». На краповый берет испытания проходят только подразделения спецназа внутренних войск.

1995
- 22 августа — Приказ МВД России от № 326 «О мерах по соблюдению правил ношения установленной формы одежды сотрудниками органов внутренних дел и военнослужащими внутренних войск», согласно которому запрещалось ношение беретов крапового цвета сотрудникам органов внутренних дел и военнослужащим внутренних войск, кроме подразделений спецназа внутренних войск.

с 1996
- Различные подразделения специального назначения МВД — ОМОНы, СОБРы (ОМСН), отделы спецназа ГУИН (когда они ещё были в системе МВД) — начали сдавать экзамены на краповый берет у себя в подразделениях. Условия их сдачи в этих подразделениях отличались от принятых в спецназе внутренних войск — испытания проводились в соответствии с поставленными данному отряду задачами.
- Некоторым подразделениям милицейского спецназа начали выдавать краповый берет в качестве обычного форменного обмундирования.
- В линейных частях внутренних войск командиры, не имея на то никаких оснований, стали выдавать краповый берет посторонним лицам — в основном, спонсорам, помогающим воинским частям.
- Ряд командиров начинают использовать сдачу экзамена как способ поднять личный авторитет, способ наградить военнослужащих, которых по каким-то причинам командир считал необходимым поощрить. Кроме того, некоторые командиры проводили испытания с нарушениями.

2005
- 8 мая — Указ Президента РФ № 531 «О военной форме одежды, знаках различия военнослужащих и ведомственных знаках отличия»[6], который, в частности, гласит:

Офицеры и прапорщики внутренних войск Министерства внутренних дел Российской Федерации (за исключением офицеров и прапорщиков морских частей и авиации, а также специальных моторизованных воинских частей внутренних войск Министерства внутренних дел Российской Федерации) носят: фуражку шерстяную защитного цвета; пилотку шерстяную с кантами крапового цвета.
Данный указ разрушал сложившуюся систему традиций и предшествовавших нормативных актов присвоения и ношения крапового берета.
2008
- Приказ МВД России «О порядке прохождения квалификационных испытаний на право ношения крапового берета»[источник не указан 3686 дней] — упорядочил процесс сдачи и исключил все спекуляции вокруг высшего символа спецназа.

Нововведения: проведение квалификационных испытаний — централизованно, в одном месте (в целях отслеживания уровня подготовки участников испытаний); введены предварительные испытания — отбор наиболее достойных военнослужащих, уже имеющих опыт участия в подобных мероприятиях.
- сентябрь — первые квалификационные испытания согласно новому положению

### Испытания
Цель испытаний:

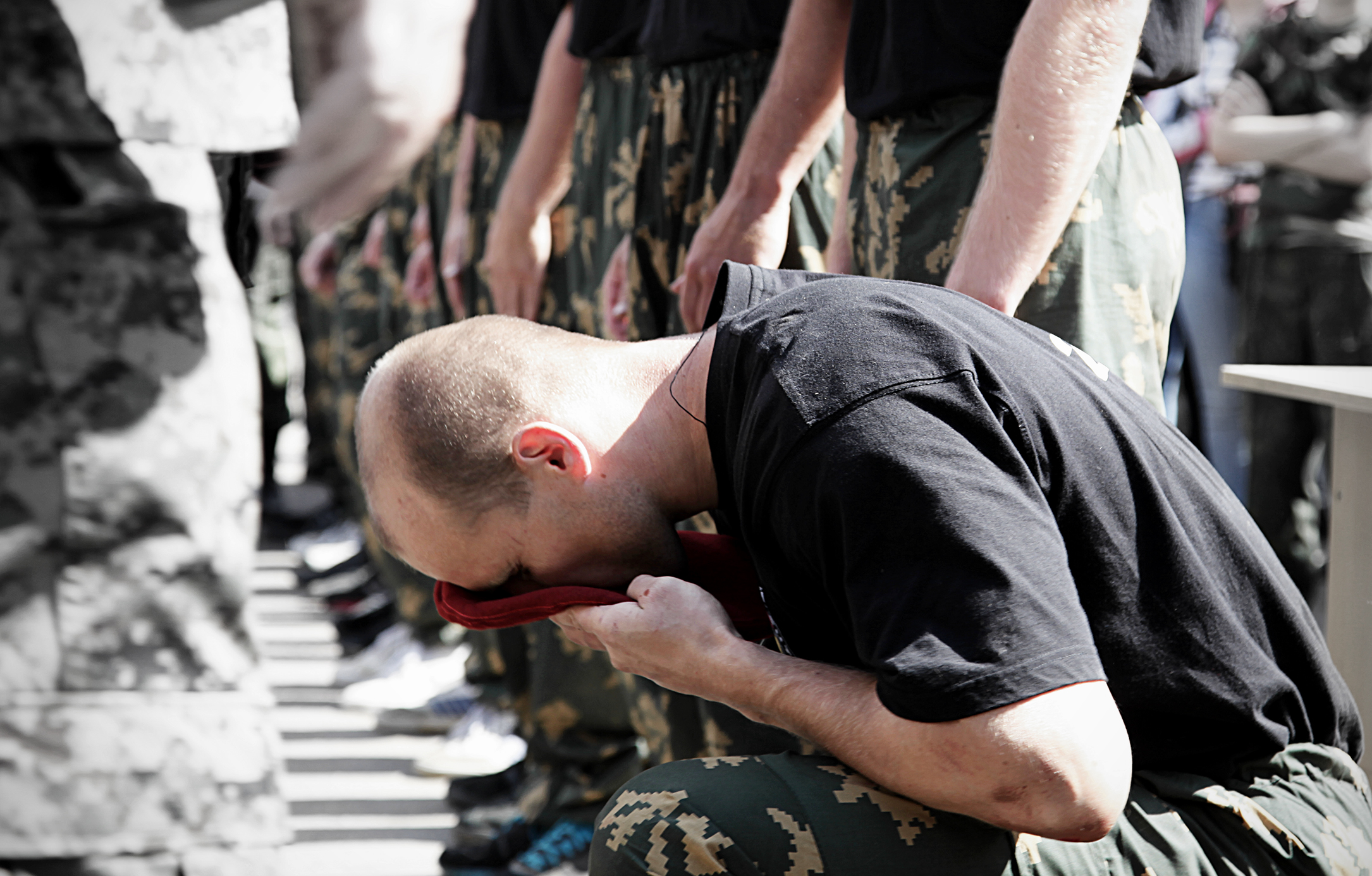
Вручение берета

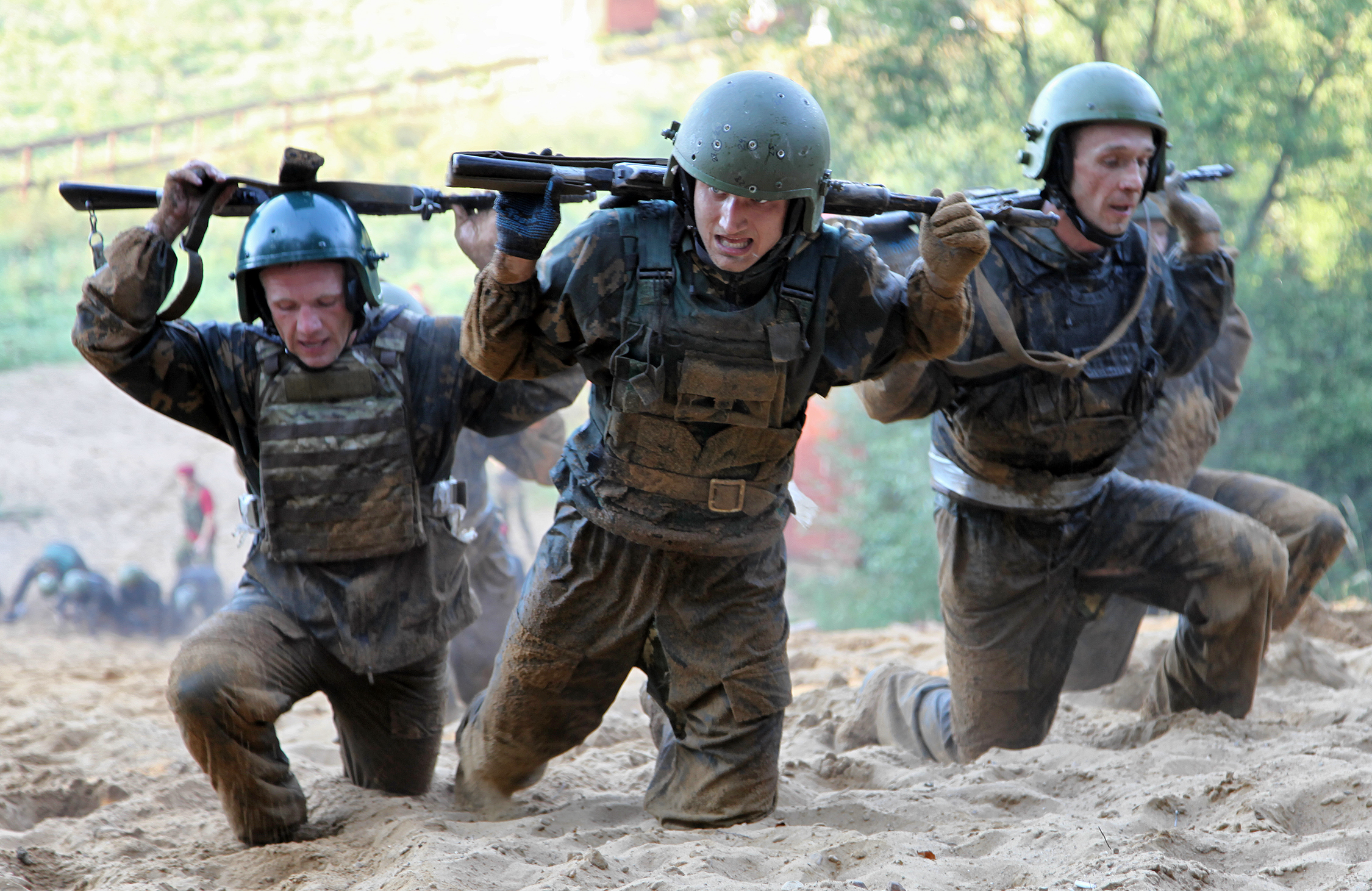
Марш-бросок

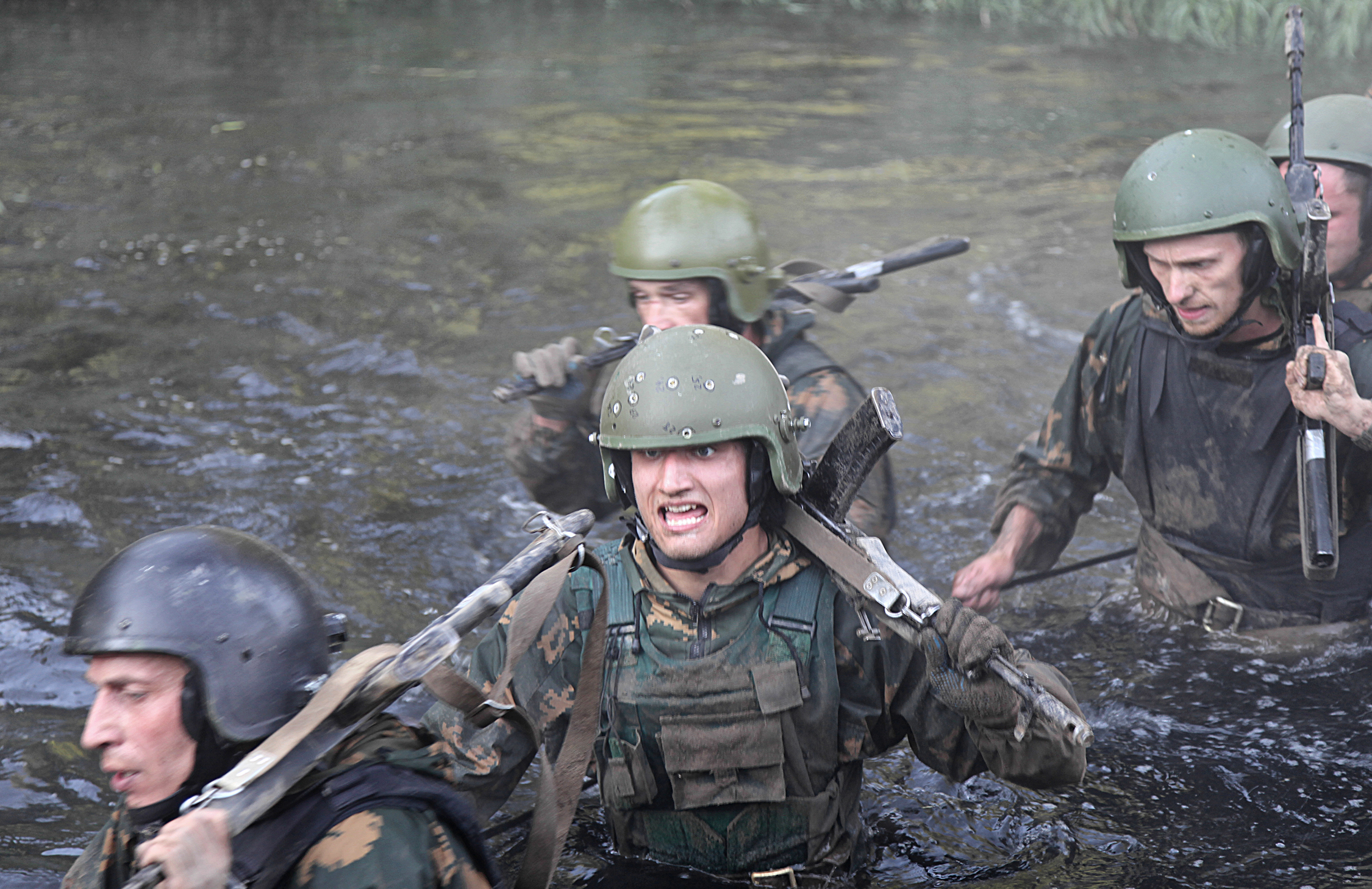
Преодоление водных преград

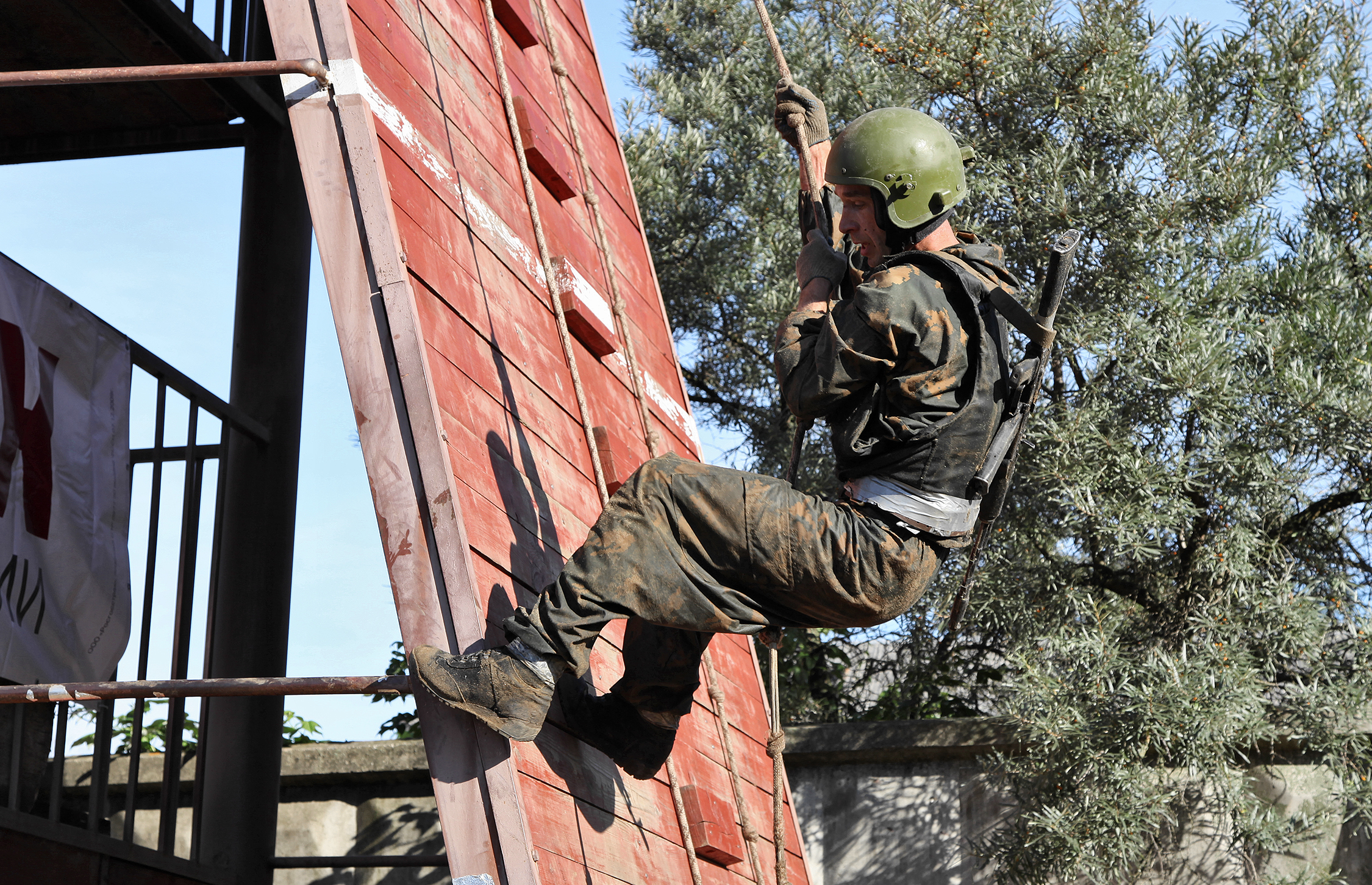
Специальная штурмовая полоса

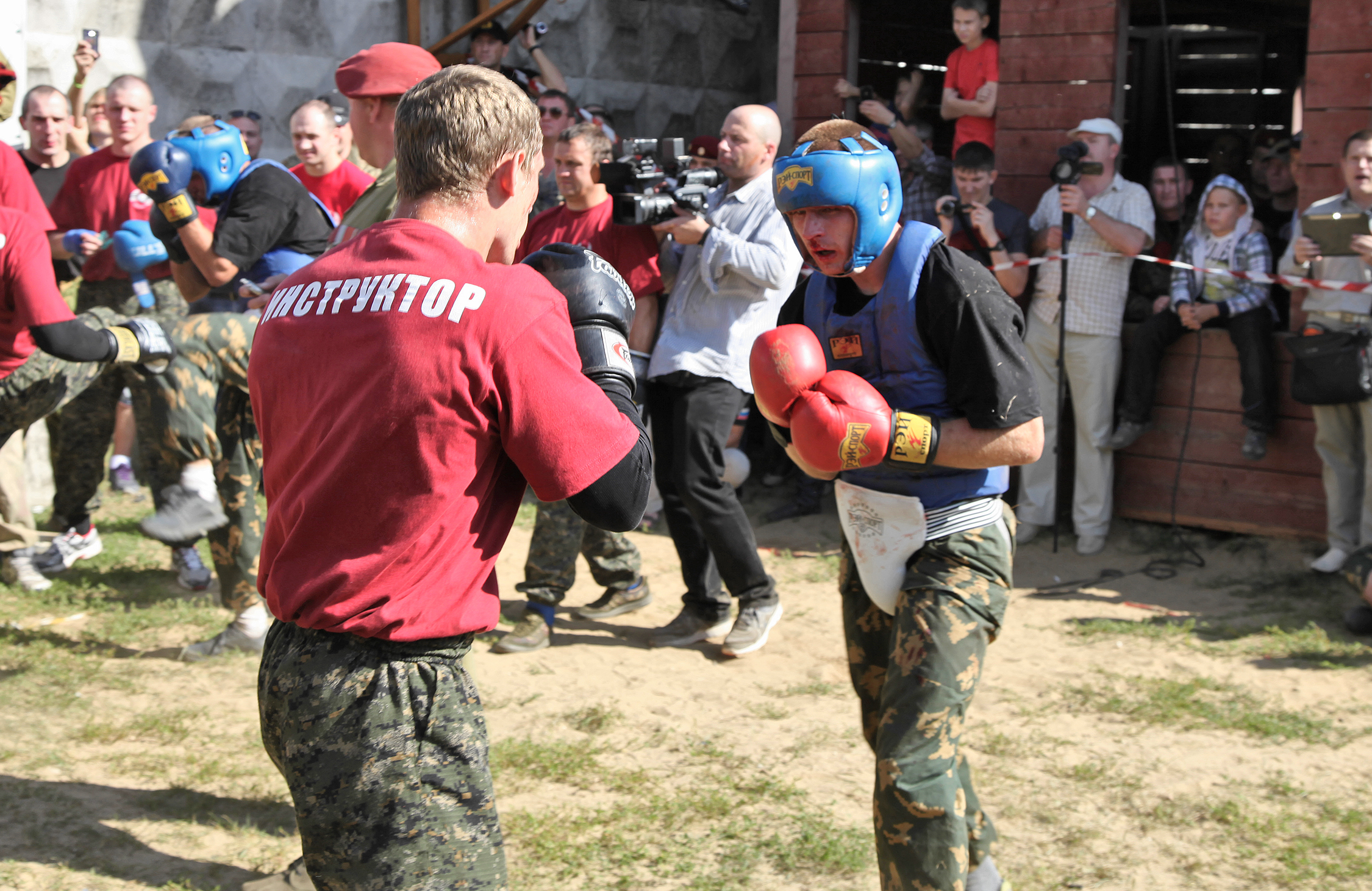
Учебный поединок

- Выявить военнослужащих с наиболее высокой индивидуальной подготовкой к действиям по обезвреживанию вооружённых преступников, освобождению заложников и выполнению других задач в критических ситуациях и при чрезвычайных обстоятельствах;
- Создание стимула для воспитания высоких моральных качеств военнослужащих.

#### Предварительные
Предварительным этапом испытаний является итоговый осмотр за период обучения по программе подразделений специального назначения. Общая оценка за осмотр должна быть не ниже, чем «хорошо», а за специальную огневую, специальную физическую и тактическую подготовку внутренних войск — «отлично».

Тестирование включает: бег 3 тысячи метров; подтягивание (согласно НФП-87); комплекс силовых упражнений — 4×10 (сгибание-разгибание рук в упоре лёжа, упор присед-упор лёжа, упражнение на брюшной пресс, выпрыгивание из положения присед) проводится в семикратном повторении.

Тестирование проводится за 1—2 дня до проведения квалификационных испытаний.

#### Основные
Основные испытания проводятся в один день и включают в себя марш-бросок не менее 10 км, с последующим преодолением препятствий СПП (специальная полоса препятствий) в экстремальных условиях, осмотр подготовки по штурму высотных зданий, акробатику и рукопашный бой.
- 12-километровый марш-бросок.
- Прохождение специальной полосы препятствий — преодолевается с ходу после совершения марша. После прохождения ОШП (огненно-штурмовая полоса) в целях осмотра состояния оружия во время прохождения марш-броска и преодоления препятствий производится один холостой выстрел из табельного оружия.
- Осмотр навыков скоростной стрельбы на фоне утомления. Обучаемые сразу после осмотра работоспособности оружия выдвигаются на огневой рубеж для выполнения 1 СУУС (специальное учебное упражнение стрельб) из автомата. Время выполнения упражнения — 20 секунд.
- Осмотр навыков по штурму высотных зданий с использованием специальных спусковых снаряжений проводится на пятиэтажном здании. Время выполнения упражнений на данном этапе — 45 секунд. Не уложившиеся в данное время к последующим испытаниям не допускаются.
- Выполнение акробатических упражнений: подъём разгибом из положения лёжа на спине; удар ногами по силуэту с последующим кувырком; сальто вперёд с акробатического трамплина или подкидного мостика.
- Выполнение 4 комплексов рукопашного боя.
- Учебные поединки (имеют особое значение) — поединок ведётся в течение 12 минут без перерыва со сменой трёх партнёров, один из которых — такой же экзаменуемый, другие — военнослужащие, уже имеющие краповый берет. В случае пассивного ведения поединка испытуемыми между собой на одну минуту их «разбивают», и с каждым из них поединок ведут смотрящие, которые будут участвовать в испытаниях очередных испытуемых. Если испытуемые по-прежнему проявляют пассивность, «разбивание» повторяется.

Примечание: испытуемому разрешается оказание медицинской помощи на площадке не более 1 минуты за время боя.

#### Особенности
- При наличии трёх замечаний военнослужащий снимается с дальнейших испытаний.
- Пройти испытание всем участникам невозможно. До второго и третьего испытания доходит только 20-30 % принимающих участие.
- Инструкторам категорически запрещается оказывать помощь испытуемым во время совершения марша и преодоления препятствий, а также вмешиваться в процесс испытания, отдавать какие-либо команды и распоряжения, помогающие участнику.
- Решение врача на испытаниях — самое главное.
- Начиная с 2009 года норматив по «высотной» составлял не 45 секунд, а 30 секунд. С учётом того, что испытуемый должен отбежать от здания, которое штурмовал, на 15 метров и положить на стол «восьмёрку» или ударить ладонью по столу.
- После выполнения акробатических элементов испытуемые показывают комплексы специальных упражнений: три комплекса рукопашного боя и один с оружием.

### Церемония вручения
- Вручение крапового берета производится при общем построении воинской части (участников экзаменационных испытаний) в торжественной обстановке. Военнослужащий, успешно прошедший все испытания, получает берет, целует его, становясь на правое колено, надевает на голову, поворачивается к строю, прикладывает руку к головному убору и громко произносит: «Служу Российской Федерации и спецназу!» (ранее «Служу Отечеству и спецназу!»)
- С этого момента военнослужащий имеет право носить краповый берет с повседневной и парадной формой одежды. В графе военного билета «Особые отметки», как правило делается соответствующая запись и скрепляется гербовой печатью части. Позже выдаётся удостоверение с идентификационным номером, подтверждающее право ношения крапового берета.

### Лишение права ношения
За поступки, дискредитирующие звание военнослужащего подразделения СпН, военнослужащий может быть лишен права ношения крапового берета.
Дискредитацией звания военнослужащего подразделения специального назначения является:
- Проявление трусости и малодушия в ходе боевых действий;
- Просчёты и неразумные действия, повлёкшие за собой гибель товарищей, срыв боевой задачи и другие тяжкие последствия;
- Снижение уровня своей физической и специальной подготовки;
- Применение специальных приёмов рукопашного боя вне боевой обстановки и в корыстных целях;
- Допущение неуставных взаимоотношений;
- Грубые нарушения общевоинских уставов и уголовного законодательства;
- Систематическое нарушение воинской дисциплины.

Решение о лишении права ношения крапового берета принимает Совет краповых беретов воинской части по ходатайству командира подразделения.

### Совет Краповых беретов
- В отрядах и подразделениях специального назначения внутренних войск созданы «Советы Краповых беретов». В них — самые подготовленные и опытные «краповики», пользующиеся непререкаемым авторитетом среди сослуживцев. Именно по решению совета тот или иной кандидат допускается к квалификационным испытаниям на право ношения крапового берета.
- «Совет Краповых беретов Внутренних войск» — образован приказом главнокомандующего внутренними войсками МВД СССР. Председатель — полковник Игорь Медведев, заместителем назначен полковник Михаил Илларионов. В него вошли ещё ряд старших офицеров, а также председатели «Советов Краповых беретов» воинских частей. Именно этим коллегиальным органом, после проведения собрания в городе Смоленске в 2008 году, было выработано предложение о проведении двух этапов соревнований.

### Факты
Краповый берет не даёт своему обладателю никаких привилегий перед остальными военнослужащими (ни прибавки к зарплате, ни повышения по службе, ни какого-либо другого особенного отношения).
- По традиции, так называемые «краповики», носят береты с наклоном в левую сторону — в отличие от военнослужащих ВДВ и морской пехоты, которые свои головные уборы носят с наклоном на правую сторону. Этим подчеркивается, что краповый берет не является простым элементом обмундирования, который выдается любому солдату, и обладатель крапового берета заслужил право его ношения, пройдя все испытания. Вот что говорится по этому поводу в книге «Окраплённые.»…Если не мы, то кто?" Откровения Офицера Сил Специального Назначения"
- [8]«Берет в „Витязе“ с самого начала стали носить на левую сторону, а не на правую, как носят все подразделения. И это не потому, что „Витязь“ хотел выделиться. Нет. Просто всё шло от практичности. По команде „Заправиться“ военнослужащий начинает заправляться с головного убора. И когда у спецназовца в правой руке автомат, то работает он только левой. „Заправиться!“ — и сразу левой рукой „пригладили“ берет. Вот и весь секрет. Но все подразделения спецназа Внутренних Войск, которые создавались в последующем, тоже стали носить берет на левую сторону. Таким образом, это тоже стало отличительной чертой спецназа. И только ГСН Софринской бригады носила берет на правую сторону, как простые подразделения. Кстати, в „Витязе“, в отличие от других подразделений, носят только „краповый берет“. Никаких зеленых, оливковых, черных и т. д. Либо „краповый берет“, либо кепка.»
- Части ВДВ и морской пехоты, участвующие в военных парадах, носят берет с наклоном налево — для единообразия формы всех участников (есть мнение, что это делается для того, чтобы с трибун был виден околыш в виде флажка, который обычно крепится слева, а на парады справа) — но только на время проведения парада.
- Считается, что краповый берет не следует украшать флажками; допускается использование специального знака «За честь и профессионализм спецназа» и эмблемы спецназа Внутренних Войск, которую некоторые по незнанию называют «Боевая единица». Но это неверно. Вот что говорится по этому поводу в книге «Окраплённые. „…Если не мы, то кто?“» Откровения Офицера Сил Специального Назначения"
- [8] «…Рукопашный бой в „Витязе“ занимал особое место. На эмблеме „Витязя“ (и всего спецназа Внутренних Войск) изображен кулак с автоматом. Эту эмблему командир „подсмотрел“ у кубинского спецназа МВД. У них на шевроне на фоне парашюта — автомат Калашникова и над ним кулак. И надпись „TROPAS ESPECIALES“. Если быть честным, то абсолютно неинтересный и невпечатляющий шеврон. Но он помог до конца сформировать в голове у командира „Витязя“ идею. Командир добавил к автомату ПББС (прибор бесшумной и беспламенной стрельбы — в простонародье „глушитель“). А кулак сделал больше и вынес на передний план. Оружие с ПББС относится к разряду специального оружия и находится на вооружении подразделений спецназа. А вот кулак символизирует собой КУЛЬТ РУКОПАШНОГО БОЯ. И все вместе это символизирует собой подразделение СПЕЦИАЛЬНОГО назначения — специальное оружие, тактика и культ рукопашного боя. и (Именно это обозначает эмблема спецназа, а не „боевую единицу“, как кто-то считает.)…»
- [8] Если спецназовец снимает «краповый берет» с головы, то носит его рядом с сердцем, между пуговиц куртки на груди, или во внутреннем кармане куртки. Это еще один факт характеризующий отношение к «краповому берету». (из книги «Окраплённые. „…Если не мы, то кто?“. Откровения офицера Сил Специального Назначения»)Первые годы «на берет» сдавали за раз до 80 % спецназовцев. «Сдача на берет» проводится 2 раза в год, в мае и сентябре. И в «Витязе» было правило «трех сдач»: если спецназовец не сдает «на берет» за полтора года, то есть за три сдачи, то его переводили из Отряда. Считалось, что он «не тянет». И такие случаи были. Во второй половине 90-х качество призывников стало хуже, и процент сдающих снизился до 30—40 % за сдачу.(из книги «Окраплённые. „…Если не мы, то кто?“. Откровения офицера Сил Специального Назначения»)
- Первая и единственная женщина в России, удостоенная права ношения крапового берета — военфельдшер 48-го полка оперативного назначения «Тайфун» Галина Филипповна Калинникова[9]. Это право она заслужила 4 апреля 1996 года, решением Совета Краповых беретов Внутренних войск МВД России, с формулировкой «за проявленные в боях мужество и отвагу».

## В других странах
Традиции спецназа внутренних войск в большинстве постсоветских государств не только сохранили свой высокий статус, но и развились в настоящий культ. Вручение крапового берета по итогам прохождения квалификационных испытаний лучшим бойцам происходит в спецподразделениях внутренних войск МВД Беларуси, Казахстана, Узбекистана, Украины (до 2014 года). «Законодательницей мод» здесь считается Россия, где по-прежнему строго соблюдают «правила Лысюка», официально утверждённые 31 мая 1993 года приказом командующего внутренними войсками МВД России А. С. Куликова.
В разных странах испытания на право ношения крапового берета проходят в соответствии с местными условиями и традициями. Порядок проведения может различаться, но смысл испытаний для всех одинаков — боец должен пройти ряд физических и психологических нагрузок на грани возможности человеческих сил. Общим для всех стран является марш-бросок с полной выкладкой на длинную дистанцию, стрельба из штатного оружия, рукопашный бой.

### Украина

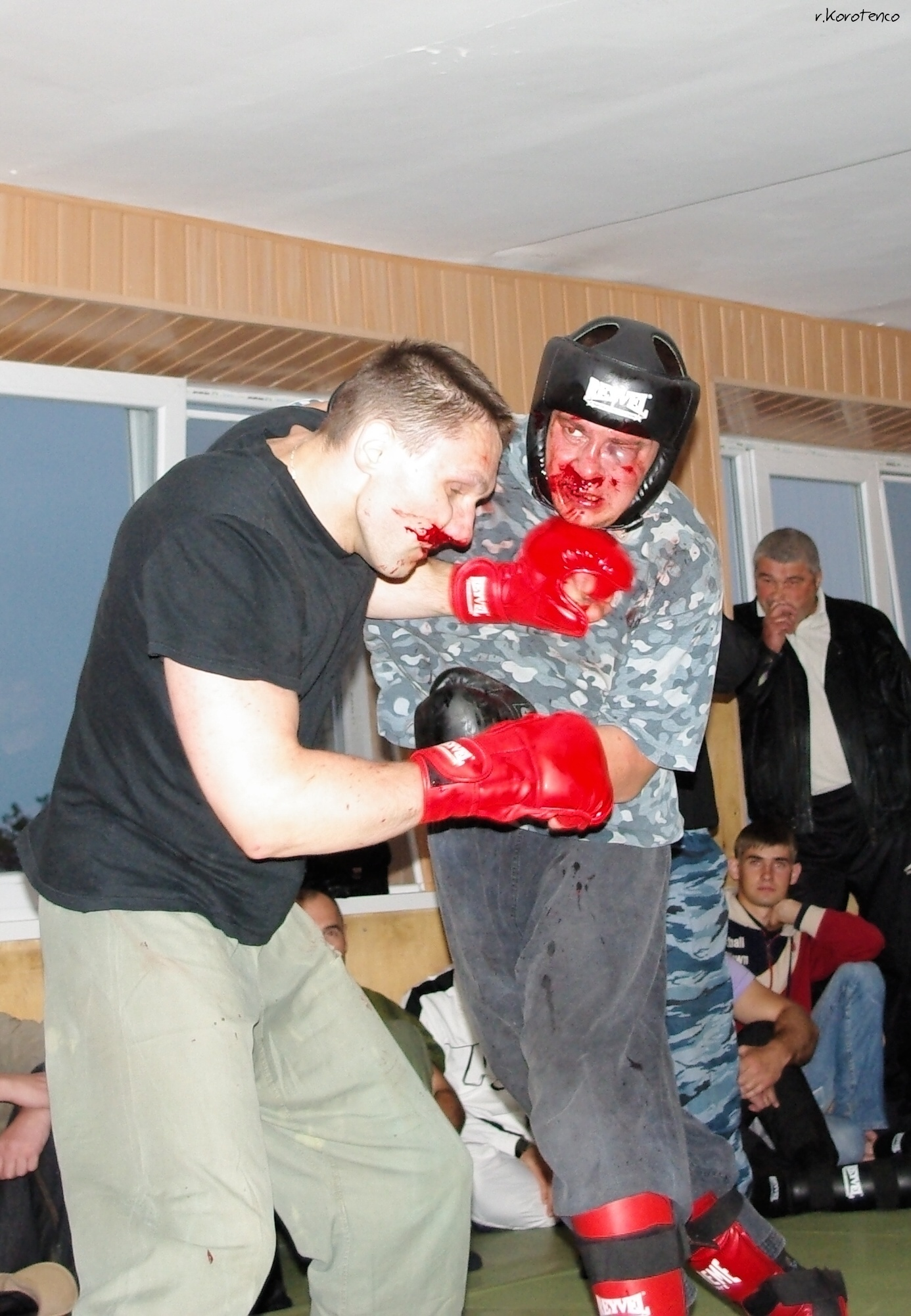
Эпизод испытаний на право носить краповый берет (Луганский ОБМОН «Беркут», Украина)

На Украине испытания на право ношения крапового берета полуофициально проводились со времени провозглашения независимости.
Впервые они были официально урегулированы в 2004 году Положением «О краповом берете», утверждённом приказом командующего внутренними войсками МВД Украины Сергея Попкова. Согласно этому положению, военнослужащему, успешно прошедшему испытания, в торжественной обстановке вручался краповый берет, а также удостоверение к нему и нагрудный знак.
Списки лиц, имеющих право ношения крапового берета, ежегодно утверждались приказом командующего внутренними войсками. Право ношения берета было необходимо подтверждать в ходе испытаний ежегодно, и только военнослужащий, прошедший испытания три года подряд, получал право пожизненного ношения. Испытания централизованно проходили на базе одного из подразделений МВДУ. В комплекс испытаний входили стрельба, военизированная эстафета, полоса препятствия, силовые упражнения, рукопашный бой.
В 2010 году за право ношения крапового берета состязались 500 претендентов, из которых успешно выполнили испытания 15 человек.
В 2014 году в ходе событий, развернувшихся на Майдане внутренние войска МВД Украины и их спецподразделения выступили в защиту действующей власти, в результате чего краповый берет стал считаться символом лояльности бывшему президенту страны Виктору Януковичу. После расформирования внутренних войск и создания на их базе национальной гвардии Украины ношение крапового берета на Украине было упразднено.

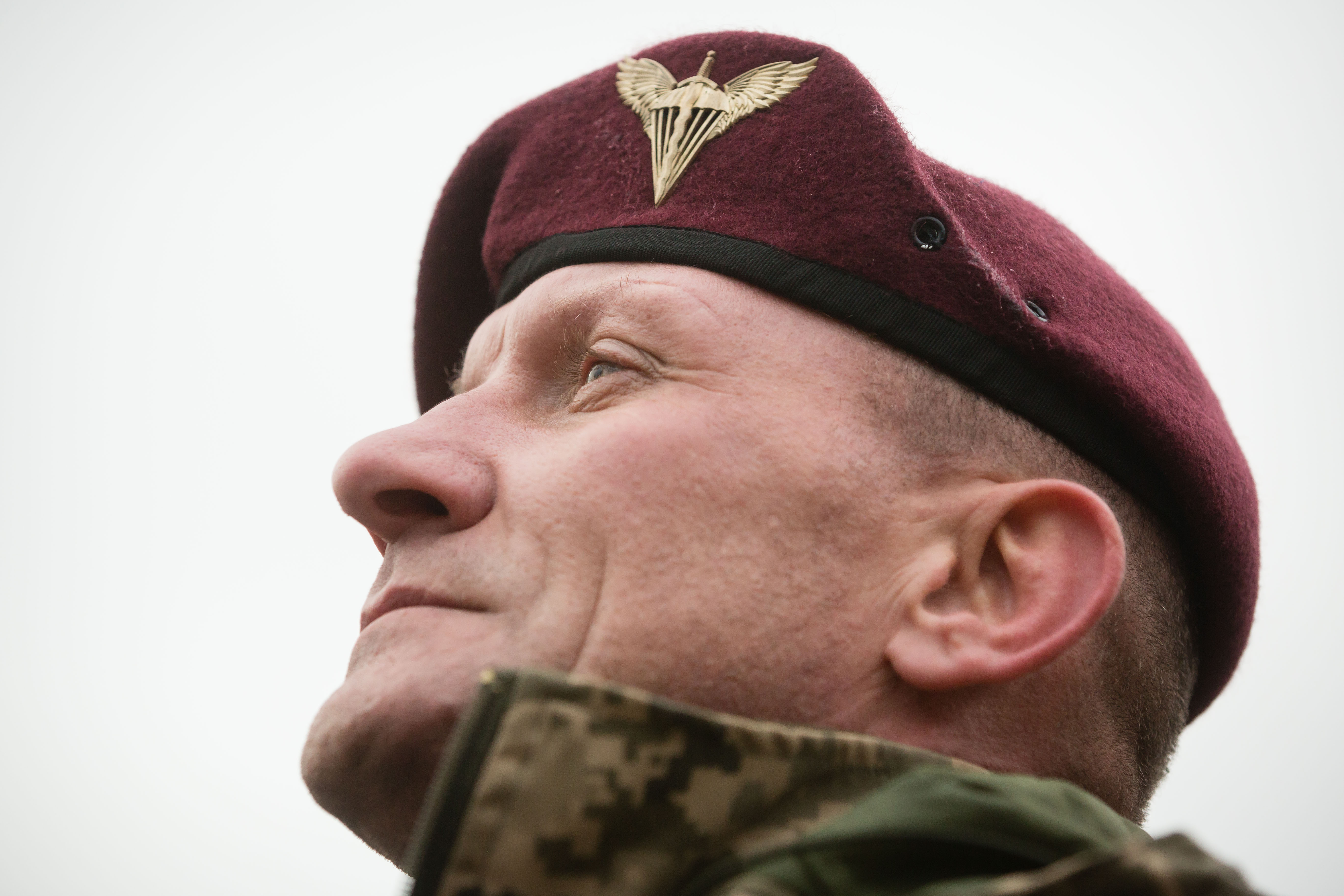
Украинский десантник в нововведённом бордовом берете, схожим по расцветке с краповым

Вместе с тем, в конце октября 2017 года в десантно-штурмовых войсках Украины был проведён ребрендинг, в ходе которого голубой берет советских ВДВ был заменён на бордовый берет принятый в большинстве стран мира, по расцветке схожий с краповым.

### Казахстан
В подразделениях специального назначения национальной гвардии Республики Казахстан действуют правила квалификационных испытаний, аналогичные введённым в Росгвардии.
Отбор кандидатов и начальные этапы испытаний проводятся непосредственно при воинских частях. Заключительный этап сдачи экзамена и торжественная церемония вручения крапового берета проходит в Алматинской области в Центре специального назначения Нацгвардии.
Отобранные кандидаты в течение 25-26 часов должны пройти трассу в 75 километров, попутно выполняя нормативы более 20 военных и специальных упражнений. С трассы снимаются бойцы по четырем причинам: не уложившиеся в норматив, отставшие от основной группы более чем на 200 метров, потерявшие предмет своего снаряжения (что в боевой обстановке расценивается как «оставить следы»), а также те, кому по медицинским показаниям запретили продолжать гонку.
По состоянию на сентябрь 2015 года в Казахстане успешно прошли испытания 269 «краповиков».

## Удостоенные крапового берета
- Удостоенные крапового берета